# SK Vorwärts Steyr
Maillots
Le SK Vorwärts Steyr est un club de football autrichien basé à Steyr créé le 23 mars 1919. 
Les couleurs du club sont le rouge et le blanc. L'équipe première évolue au Vorwärts-Stadion, d'une capacité de 9000 places.

## Palmarès
- Coupe d'Autriche
  - Finaliste : 1949

## Anciens joueurs
- Oleg Blokhine
- Elvir Rahimić